# 涅芬奇戰鬥
涅芬奇戰鬥（Battle of Niafunké）是一場發生於2013年1月30日的戰鬥，最終由馬利軍獲勝。